# From Vegas to Macau
Série
Les Dieux du jeu 3 : Les Débuts
(1996) From Vegas to Macau 2
(2015)
Pour plus de détails, voir Fiche technique et Distribution.
From Vegas to Macau (賭城風雲, Du cheng feng yun) est une comédie sino-hongkongaise écrite et réalisée par Wong Jing et sortie en 2014 à Hong Kong.
Elle totalise 95,9 millions $ de recettes au box-office. Sa suite, From Vegas to Macau 2, sort l'année suivante.

## Synopsis
Benz (Hui Shiu-hung), son fils « Cool » (Nicholas Tse) et son neveu Ngau-Ngau (Chapman To) forment une équipe d'escrocs qui cambriole les gangsters la nuit et redistribuent le butin aux nécessiteux. La femme de Benz souffre cependant d'un cancer et ignore tout de leurs activités. À l'insu de tous, le beau-fils de Benz, Lionel (Philip Ng), officier de police, est en mission d'infiltration longue durée et se fait passer pour un employé d'une société multinationale appelée DOA. Celle-ci est possédée pour un grand syndicat criminel et dirigée par l'impitoyable Mr Ko. Lionel, équipé d'une mini-caméra implantée dans une lentille de contact, permet à la police de suivre les activités du syndicat pour tenter de le démanteler.
Pendant ce temps, Benz retrouve son vieil ami Ken (Chow Yun-fat), connu sous le nom de « Main magique ». Ngau-Ngau tombe de son côté amoureux de la fille de Ken, Rainbow (Kimmy Tong (en)), et est déterminé à la séduire, même si Ken fait savoir qu'il préfère « Cool » pour sa fille et que Rainbow rejette à plusieurs reprises les avances de Ngau-Ngau. Lionel se rend compte que sa couverture est éventée et cache la lentille de contact dans un ours en peluche en peluche de sa famille à l'insu d'elle-même. Ngau-Ngau offre cependant l'ours à Rainbow quand elle et « Cool » passent à la maison de Ken. Mr Ko envoie un assassin à l'appartement de Lionel pour retrouver Benz, qui vient de rentrer chez lui. Benz est battu et torturé et finit dans le coma tandis que le cadavre de Lionel est plus tard retrouvé, portant également des marques de torture.
Des inspecteurs de police de Chine, de Hong Kong et de Macao décident de demander l'aide de Ken pour éliminer Mr Ko. Ken le défie de l'affronter aux cartes dans l'espoir de le pousser à se dévoiler. Pendant la partie qui a lieu sur un navire, il découvre que des hommes de DOA ont attaqué sa maison et que Rainbow, « Cool » et Ngau-Ngau étaient à l'intérieur.
Rainbow est placé dans une cuve en verre contenant du gaz. Durant la partie, Ken révèle qu'il a subi une intervention chirurgicale pour implanter un révélateur de carte dans son ongle, ce qui lui permet de visualiser n'importe quelle carte à partir du cerveau d'une personne visée. Les individus soutenant Mr Ko se retournent contre lui après avoir vu Lionel Messi du FC Barcelone marquer contre le Real Madrid et remporter le match. Après les avoir tous tués, Mr Ko tente de capturer Ken qui commence à tirer des cartes pour se défendre. « Cool » surgit soudain alors qu'il se faisait passer pour l'un des hommes de Mr Ko et a discrètement dérouté le navire vers la haute mer où la police se dirige actuellement. En se dirigeant vers le sommet, « Cool » et Rainbow rencontrent l'assassin. « Cool » est cependant battu pour celui-ci qui le roue de coups au visage, le faisant finalement ressembler à un canard.
Mr Ko tente de s'échapper mais est stoppé par Ken qui le touche en tirant de nouveau des cartes sur lui. Mr Ko est ensuite maîtrisé et arrêté par la police.
Alors que Ken fête le Nouvel An chinois chez lui avec « Cool », un mystérieux individu téléphone et annonce son intention de prendre « Cool » comme disciple. Puis les portes s'ouvrent et un homme en costume noir, jouant avec un anneau de jade, entre dans la pièce. Cet homme n'est autre que Ko Chun, le « Dieu du jeu » (de la série des Dieux du jeu), en personne.

## Fiche technique
- Titre : From Vegas to Macau
- Titre original : 賭城風雲
- Réalisation : Wong Jing
- Scénario : Wong Jing
- Production : Andrew Lau
- Société de production : Mega-Vision Pictures, TVB, Polybona Films, Golden Pictures Entertainment et Sun Entertainment Culture
- Société de distribution : Mega-Vision Pictures et Polybona Films
- Pays d'origine :  Hong Kong et  Chine
- Langue originale : cantonais, mandarin et portugais
- Format : couleur
- Genre : Comédie policière
- Durée : 93 minutes
- Dates de sortie :
  - Hong Kong, Singapour et Malaisie : 30 janvier 2014
  - Chine : 31 janvier 2014

## Distribution
- Chow Yun-fat : Ken/Ko Chun, le « Dieu du jeu »
- Nicholas Tse : « Cool »
- Chapman To : Ngau-Ngau
- Jing Tian : l'inspectrice Luo Xin
- Kimmy Tong (en) : Rainbow
- Philip Ng : Lionel
- Gao Hu : Mr Ko
- Annie Wu (en) : Susan
- Benz Hui (en) : Benz
- Zhang Jin : l'homme de DOA
- Michael Wong : un inspecteur
- Sammy Sum (en) : un homme de Ken
- Tony Ho : un homme de Mr Ko
- Maria Cordero : Siu Wan
- Wong Man-wai : la femme de Benz
- Philip Keung : Ma Sheung-fat
- Winnie Leung : une femme de main de Mr Ko
- Candy Yuen (en) : une femme de main de Mr Ko
- May Chan : le cousin de Ken
- Wong Chun-tong : Brother Man
- Yu Chi-ming : Oncle Wah
- Natalie Meng : la fausse femme de Ngau-Ngau
- Michelle Hu : une femme de main de Mr Ko
- Philippe Joly : le représentant américain de Mr Ko
- Roberto Losada : le policier de Macao infiltré

## Production
La conférence de presse de la cérémonie de bénédiction du film a lieu le 28 juillet 2013 à TVB City (en) avec les acteurs, des représentants de Mega-Vision Pictures, le réalisateur Wong Jing, le producteur Andrew Lau, la directrice de production de TVB, Virginia Lok, le PDG de Polybona Films, Yu Dong (en), le représentant de Golden Pictures Entertainment, Yun Chi-yuen, et celui de Sun Entertainment Culture, Paco Wong. La production commence immédiatement après,. Le réalisateur Wong Jing révèle également que le film était en phase de planification depuis neuf mois et que le scénario final est le fruit de huit révisions différentes.

## Box-office
Le film totalise 4,09 millions $ lors de son premier jour d'exploitation en Chine. Il totalise finalement 84 570 000 $ de recettes en Chine à la fin de son exploitation. À Hong Kong, il récolte un total de 4 324 184 $. Ses recettes totales sont de 95,9 millions $.